# كارولي بالزاي
كارولي بالزاي (بالمجرية: Balzsay Károly)‏ (مواليد 23 يوليو 1979) هو ملاكم مجري، مثّل بلاده في الألعاب الأولمبية الصيفية 2004.

## روابط خارجية
كارولي بالزاي على موقع بوكس ريك (الإنجليزية) (registration required)
- كارولي بالزاي على موقع أوليمبيديا (الإنجليزية)